# يوجي كيشي
يوجي كيشي (岸祐二 كيشي يوجي) هو ممثل ياباني ولد في 28 سبتمبر 1970 في طوكيو.

## أدواره في الأنمي

### مسلسلات أنمي تلفزيونية
- القناص - كايتو، كاسترو
- يوغي - ديميتري
- يوغي GX - فريد
- فتى الرمال - شيمادا
- البؤساء: الفتاة كوزيت - أنجولراس
- كيوشيرو و سماء الأبدية - سوجيرو أيانوكوجي

### أوفا انمي
- تسوباسا طوكيو ريفيليشن - فوما
- تسوباسا شونرايكي - فوما

### أفلام أنمي
- فاينل فانتسي 7 أدفنت تشيلدرن - يازو
- فيلم بوكيمون: أركيوس و جوهرة الحياة - كيفن

## أدواره في ألعاب الفيديو
- سلسلة ألعاب ستريت فايتر
  - ستريت فايتر IV - كين ماسترز
  - سوبر ستريت فايتر IV - كين ماسترز
  - سوبر ستريت فايتر IV آركيد إديشن - كين ماسترز
  - ألترا ستريت فايتر IV - كين ماسترز
  - ستريت فايتر V - كين ماسترز
- ستريت فايتر X تيكن - كين ماسترز
- تيلز أوف سيمفونيا: دون أوف ذا نيو وورلد - هوك
- مغامرة جوجو الغريبة: الرياح الذهبية - بولبو، فورماجيو
- بروجكت X زون - كين ماسترز

## أدواره في الدبلجة اليابانية
- باتمان: الجرأة و الشجاعة - سيد الموسيقى

## وصلات خارجية
- يوجي كيشي على موقع IMDb (الإنجليزية)
- يوجي كيشي على موقع ألو سيني (الفرنسية)
- يوجي كيشي على موقع أول موفي (الإنجليزية)
- يوجي كيشي على موقع قاعدة بيانات الفيلم (الإنجليزية)
- يوجي كيشي على موقع كينوبويسك (الروسية)
- يوجي كيشي على موقع ANN person (الإنجليزية)